# Viradouro
Viradouro là một đô thị ở bang São Paulo của Brasil. Đô thị này nằm ở vĩ độ 20º52'23" độ vĩ nam và kinh độ 48º17'49" độ vĩ tây, trên khu vực có độ cao 528 m. Dân số năm 2004 ước tính là 17.435 người. 
Đô thị này có diện tích 219,76 km². 

### Sông ngòi
- Rio Pardo
- Córrego Viradouro
- Córrego Sucuri

### Các xa lộ
- SP-351